# Droga N979 (Holandia)
Droga prowincjonalna N979 (nid. Provinciale weg 979) – droga prowincjonalna w Holandii, w prowincjach Groningen, Drenthe i Fryzja. Łączy miasto Leek z drogą prowincjonalną N918 w Haulerwijk.
N979 to droga jednopasmowa o maksymalnej dopuszczalnej prędkości 60 km/h. W gminie Leek droga nosi kolejno nazwy Noorderweg. W gminie Grootegast droga nosi kolejno nazwy Diepswal, Kromme Kolk, Hoofddiep i Oudestreek. W gminie Noordenveld droga nosi nazwę Hoofdweg. W gminie Ooststellingwerf droga nosi nazwę Leeksterweg.